# Jean Maisonneuve
Jean Maisonneuve (ur. 17 lutego 1918, Paryż, zm. 28 stycznia 2017 w Paryżu)) – francuski filozof, psycholog i socjolog. Profesor Uniwersytetu Paryskiego i Uniwersytetu w Nanterre. Jego specjalizacją jest zagadnienie rytuałów, które badał przez ponad 10 lat.

## Ważniejsze publikacje
- Rytuały dawne i współczesne, Gdańskie Wydawnictwo Psychologiczne ISBN 83-85416-32-3
- La Psychologie sociale, Presses Universitaires de France - PUF, ISBN 978-2-13-052775-6
- La Dynamique des groupes, Presses Universitaires de France - PUF, ISBN 978-2-13-052970-5
- Psychosociologie et formation : 30 ans de formation relationnelle en groupe, Editions L'Harmattan, ISBN 978-2-7475-7882-0